# Magdeburg Challenger
Il Magdeburg Challenger è stato un torneo professionistico di tennis giocato su campi in sintetico indoor. Faceva parte dell'ATP Challenger Series. Si giocava annualmente a Magdeburgo in Germania.

## Albo d'oro

### Singolare
| Anno | Campione         | Finalista        | Punteggio        |
| ---- | ---------------- | ---------------- | ---------------- |
| 1997 | Petr Luxa        | Kevin Ullyett    | 6–3, 2–6, 7–5    |
| 1998 | Lars Burgsmüller | Andrei Pavel     | 6–4, 6–3         |
| 1999 | Markus Hantschk  | Axel Pretzsch    | 3–6, 7–6, 6–4    |
| 2000 | Sébastien Lareau | Vladimir Volčkov | 7–6(1), 6–3      |
| 2001 | Axel Pretzsch    | Clemens Trimmel  | 6–4, 6–4         |
| 2002 | Dick Norman      | Axel Pretzsch    | 7–6(6), 3–6, 6–4 |

### Doppio
| Anno | Campioni                         | Finalisti                       | Punteggio      |
| ---- | -------------------------------- | ------------------------------- | -------------- |
| 1997 | Trey Phillips Chris Wilkinson    | Petr Luxa Tomáš Anzari          | 6–3, 6–4       |
| 1998 | Eyal Erlich Mosè Navarra         | Marcos Ondruska Chris Wilkinson | 4–6, 6–1, 6–4  |
| 1999 | Michael Hill Andrew Painter      | Jan-Ralph Brandt Dirk Dier      | 7–6, 6–7, 7–6  |
| 2000 | Karsten Braasch Dirk Dier        | Thomas Behrend Michael Kohlmann | 7–5, 7–6(6)    |
| 2001 | Frédéric Niemeyer Radek Štěpánek | Jonathan Erlich Lovro Zovko     | 7–6(2), 7–6(3) |
| 2002 | Franz Stauder Orest Tereščuk     | Dick Norman Djalmar Sistermans  | 6–4, 6–3       |